# Paripueira
Paripueira is een gemeente in de Braziliaanse deelstaat Alagoas. De gemeente telt 10.222 inwoners (schatting 2009).
De gemeente grenst aan Maceió en Passo de Camaragibe.